# Mats Jonsson (auteur)
Pour les articles homonymes, voir Mats Jonsson.
Mats Jonsson (né le 12 février 1973 à Södertälje) est un auteur de bande dessinée suédois. Spécialisé dans la bande dessinée autobiographique, c'est l'un des leaders du genre en Suède.

## Distinction
- 1996 : Chien moche Galago (sv)
- 2006 : Prix Urhunden du meilleur album suédois pour Pojken i skogen
- 2023 : Prix Adamson du meilleur auteur suédois, pour l'ensemble de son œuvre[2]